# C/1999 A1 (Tilbrook)
C/1999 A1 (Tilbrook) ist ein Komet, der im Jahr 1999 nur mit optischen Hilfsmitteln beobachtet werden konnte.

## Entdeckung und Beobachtung
Der Komet wurde am Abend des 12. Januar 1999 vom Amateurastronomen Justin Tilbrook in Clare nördlich von Adelaide in Südaustralien mit einem 200-mm-f/6-Reflektor entdeckt. Es war seine zweite Kometenentdeckung, etwa 1 ½ Jahre nach seiner letzten. Er hatte in diesem Zeitraum insgesamt 130 Stunden nach Kometen gesucht. Der Amateurastronom und Kometenentdecker Don Edward Machholz hatte bereits am 9. Dezember 1998 und noch einmal am 3. Januar 1999 den Himmel in der Nähe des Kometen abgesucht, dabei muss er ihm aber entgangen sein.
Tilbrook war sich sofort sicher, dass es sich nicht um einen bereits bekannten Kometen handelte. Er kontaktierte zwei andere australische Astronomen, um seine Entdeckung bestätigen zu lassen, und informierte dann die IAU, die die Entdeckung schon am nächsten Tag offiziell bestätigte. Der Komet war zu diesem Zeitpunkt nur noch etwa 0,81 AE von der Sonne und 0,58 AE von der Erde entfernt, er wurde in den folgenden Tagen durch zahlreiche Observatorien weiter beobachtet. Obwohl er der Erde näher als viele anderen Kometen kam, war er nur ein schwaches und diffuses Objekt, die Angaben zur Helligkeit streuten in einem weiten Bereich von 10 bis 17 mag. 
Während er sich weiter nach Süden bewegte, so dass er für Beobachter in nördlichen Breiten der Nordhalbkugel nie sichtbar wurde, änderte sich seine Helligkeit nicht wesentlich. Die letzte Positionsbestimmung erfolgte bereits am 25. Februar am Observatorio Astronómico Los Molinos in Uruguay. Ein Versuch, den Kometen im März noch einmal aufzufinden, blieb erfolglos, seine Helligkeit muss zu dieser Zeit schon unter 13 mag gelegen haben.
Für seine Kometenentdeckung erhielt Tilbrook (zusammen mit sechs anderen Kometenentdeckern) den Edgar Wilson Award 1999.

## Umlaufbahn
Für den Kometen konnte aus 68 Beobachtungsdaten über einen Zeitraum von 43 Tagen eine elliptische Umlaufbahn bestimmt werden, die um rund 89° gegen die Ekliptik geneigt ist. Seine Bahn steht damit nahezu senkrecht zu den Bahnebenen der Planeten. Im sonnennächsten Punkt der Bahn (Perihel), den der Komet am 29. Januar 1999 durchlaufen hat, befand er sich mit etwa 109,3 Mio. km Sonnenabstand im Bereich der Umlaufbahn der Venus. Bereits am 25. Dezember 1998 war er der Erde bis auf etwa 45,3 Mio. km (0,30 AE) nahegekommen. Nennenswerte Annäherungen an die anderen kleinen Planeten fanden nicht statt.
In der Nähe des absteigenden Knotens seiner Umlaufbahn bewegte sich der Komet Tilbrook um den 1. Januar 1999 in geringer Nähe zur Erdbahn, und zwar in nur etwa 10,1 Mio. km (0,068 AE) Abstand dazu. Die Erde hatte diese Stelle ihrer Bahn allerdings bereits drei Wochen zuvor am 11. Dezember 1998 passiert.
Nach den Bahnelementen, wie sie in der JPL Small-Body Database angegeben sind und die keine nicht-gravitativen Kräfte auf den Kometen berücksichtigen, hatte seine Bahn einige Zeit vor der Passage des inneren Sonnensystems eine Exzentrizität von etwa 0,99545 und eine Große Halbachse von etwa 160 AE, so dass seine Umlaufzeit bei etwa 2022 Jahren lag. Durch die Anziehungskraft der Planeten, insbesondere durch Vorbeigänge am Saturn am 8. Dezember 1998 in etwa 8 ⅔ AE und am Jupiter am 8. Januar 1999 in etwa 4 ¾ AE Abstand, wurde die Bahnexzentrizität auf etwa 0,99599 und die Große Halbachse auf etwa 182 AE vergrößert, so dass sich seine Umlaufzeit auf etwa 2458 Jahre erhöht. Diese Angaben besitzen allerdings aufgrund der wenigen Beobachtungsdaten und der fehlenden Berücksichtigung nicht-gravitativer Effekte eine hohe Unsicherheit.